# Річард Моралес
Річард Хав'єр Моралес Агірре (ісп. Richard Javier Morales Aguirre, нар. 21 лютого 1975, Монтевідео, Уругвай) — уругвайський футболіст, що грав на позиції нападника. По завершенні ігрової кар'єри — тренер. З 2017 року входить до тренерського штабу клубу «Росаріо Сентраль».
Виступав, зокрема, за клуб «Насьйональ», а також національну збірну Уругваю.

## Клубна кар'єра
У дорослому футболі дебютував 1996 року виступами за команду клубу «Прогресо», в якій провів один сезон. Протягом 1997—1999 років захищав кольори команди клубу «Басаньєс».
Своєю грою за останню команду привернув увагу представників тренерського штабу клубу «Насьйональ», до складу якого приєднався 1999 року. Відіграв за команду з Монтевідео наступні три сезони своєї ігрової кар'єри. Більшість часу, проведеного у складі «Насьйоналя», був основним гравцем атакувальної ланки команди.
Згодом з 2002 по 2009 рік грав у складі команд клубів «Осасуна», «Малага», «Насьйональ», «Греміо» та «ЛДУ Кіто».
Завершив професійну ігрову кар'єру у клубі «Фенікс», за команду якого виступав протягом 2009—2010 років.

## Виступи за збірну
2001 року дебютував в офіційних матчах у складі національної збірної Уругваю. Протягом кар'єри у національній команді, яка тривала п'ять років, провів у формі головної команди країни 27 матчів, забивши шість голів.
У складі збірної був учасником розіграшу Кубка Америки 2001 року в Колумбії, чемпіонату світу 2002 року в Японії та Південній Кореї, розіграшу Кубка Америки 2004 року в Перу, на якому команда здобула бронзові нагороди.

## Кар'єра тренера
Розпочав тренерську кар'єру, повернувшись до футболу після невеликої перерви, 2016 року, увійшовши до тренерського штабу клубу «Бока Унідос», де пропрацював частину 2016 року. Того ж року входив до тренерського штабу клубу «Колон».
З 2017 року — один з тренерів клубу «Росаріо Сентраль».

## Титули і досягнення
- Бронзовий призер Кубка Америки: 2004